# Guido Georg Wilhelm Brause
Guido Georg Wilhelm Brause (Kochanowice, 7 de agosto de 1847 - Berlín, 17 de diciembre de 1922) fue un pteridólogo y botánico alemán
- La abreviatura «Brause» se emplea para indicar a Guido Georg Wilhelm Brause como autoridad en la descripción y clasificación científica de los vegetales.[1]

Publicó muchísimos trabajos sobre helechos en el "Berlín Herbarium".

## Honores
Cuando Rolla Milton Tryon transfiere el taxón al género Alsophila, elige el epíteto específico brausei, conmemorando a Guido Georg Wilhelm Brause, que lo había originalmente descrito.